# Видеж
Видеж (словен. Videž) — поселення в общині Словенська Бистриця, Подравський регіон‎, Словенія.